# Вёльферсхаузен
Вёльферсхаузен (нем. Wölfershausen) — община в Германии, в земле Тюрингия. 
Входит в состав района Шмалькальден-Майнинген. Подчиняется управлению Зальцбрюкке.  Население составляет 383 человека (на 31 декабря 2010 года). Занимает площадь 4,35 км².

## Фотографии

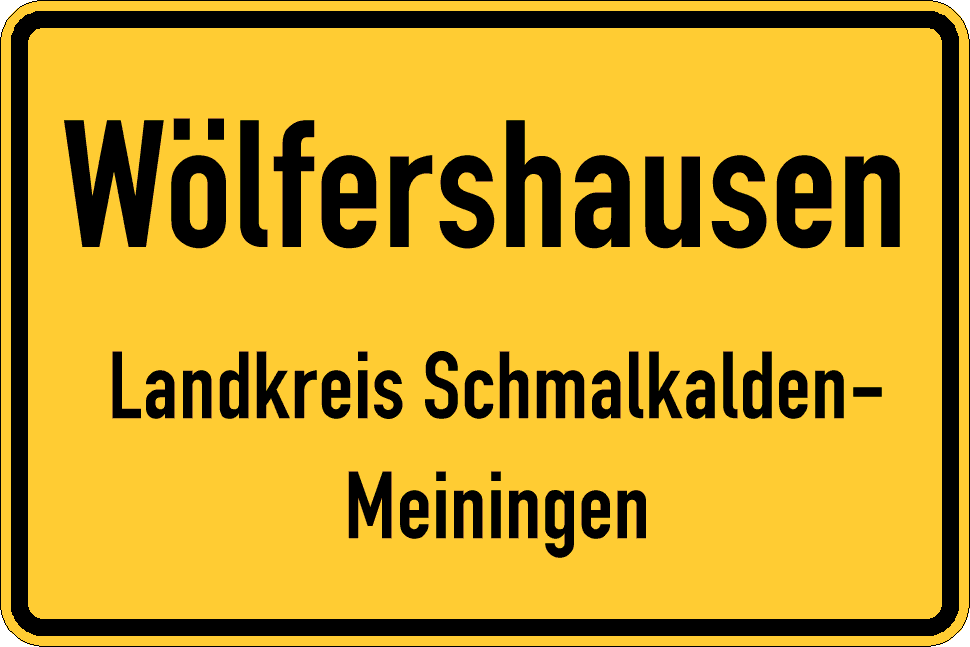
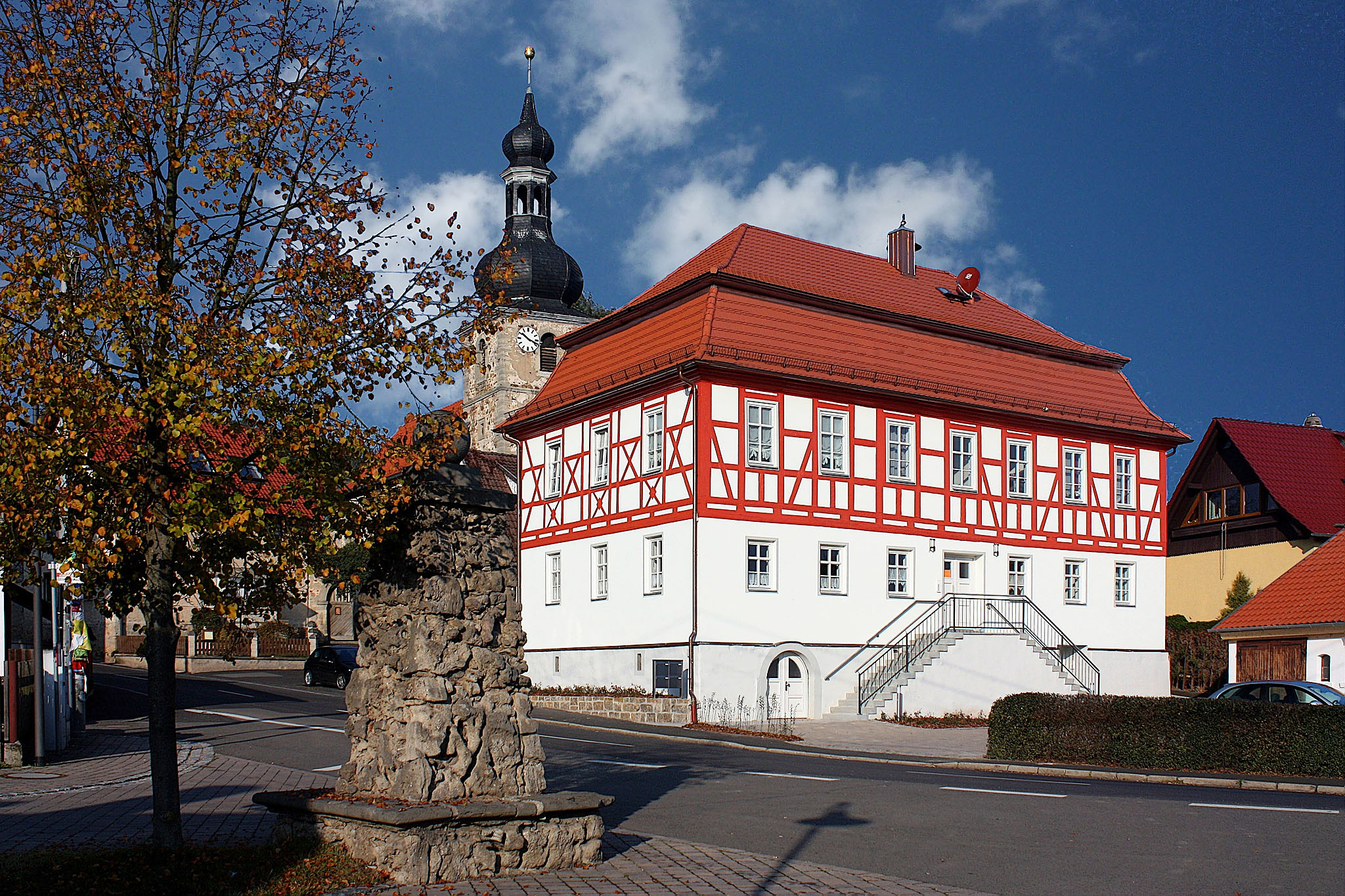
Церковь
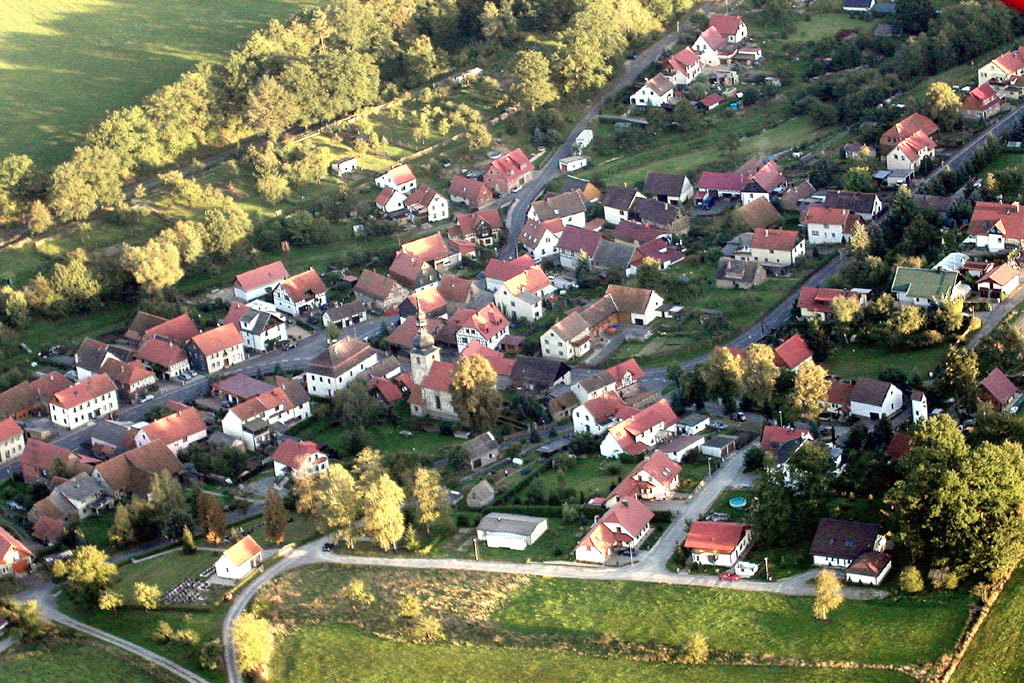
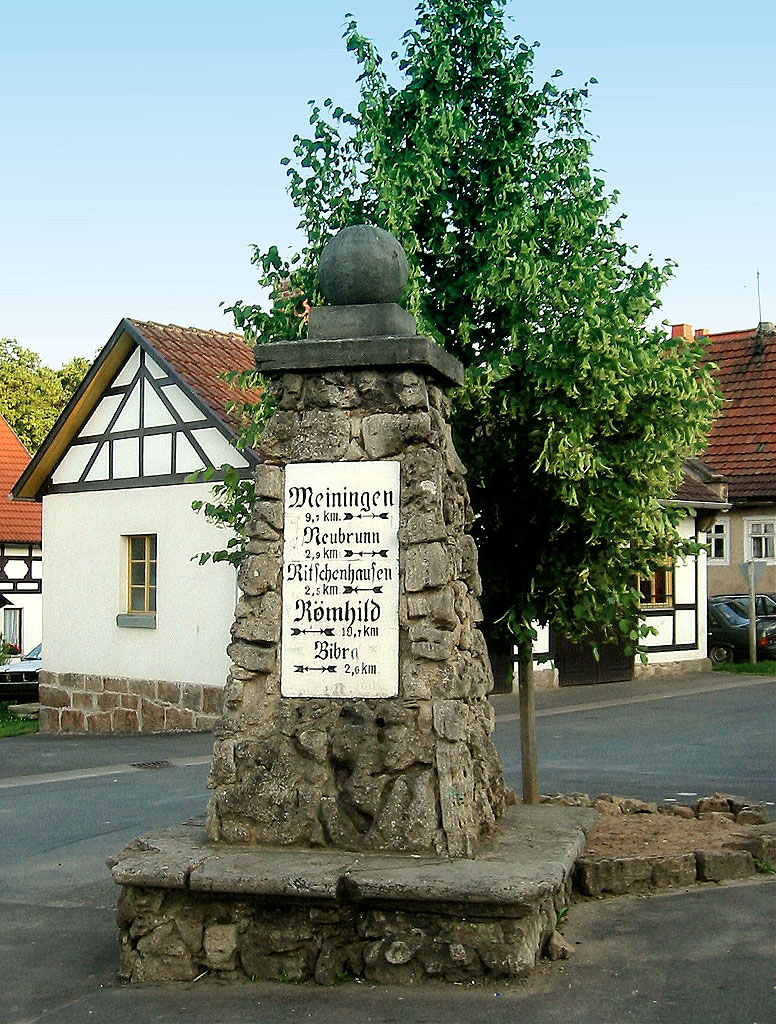
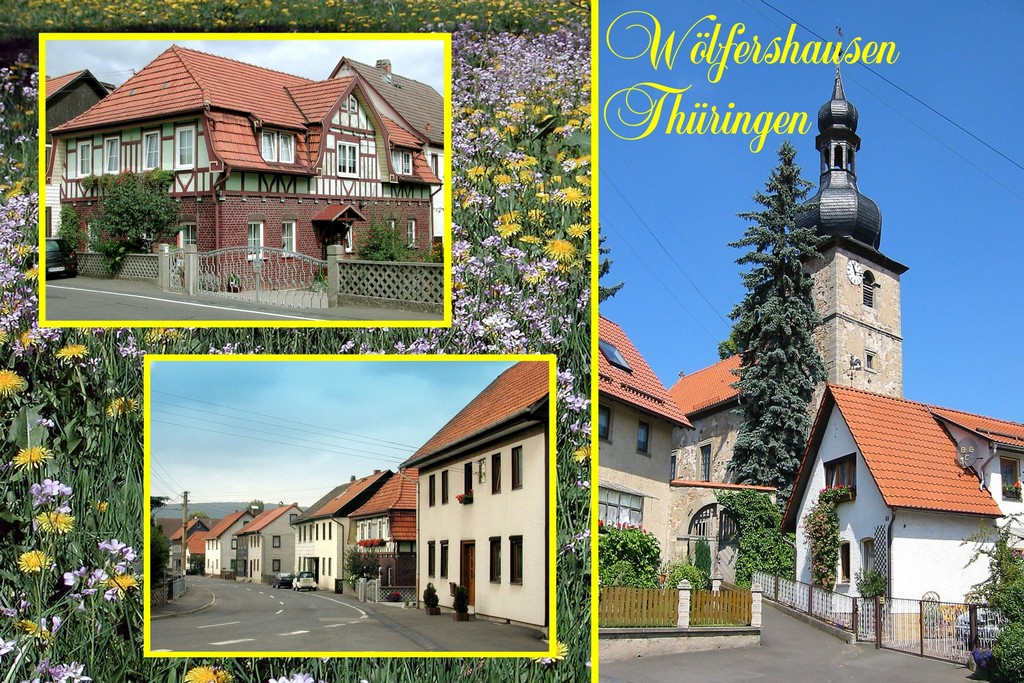
Церковь
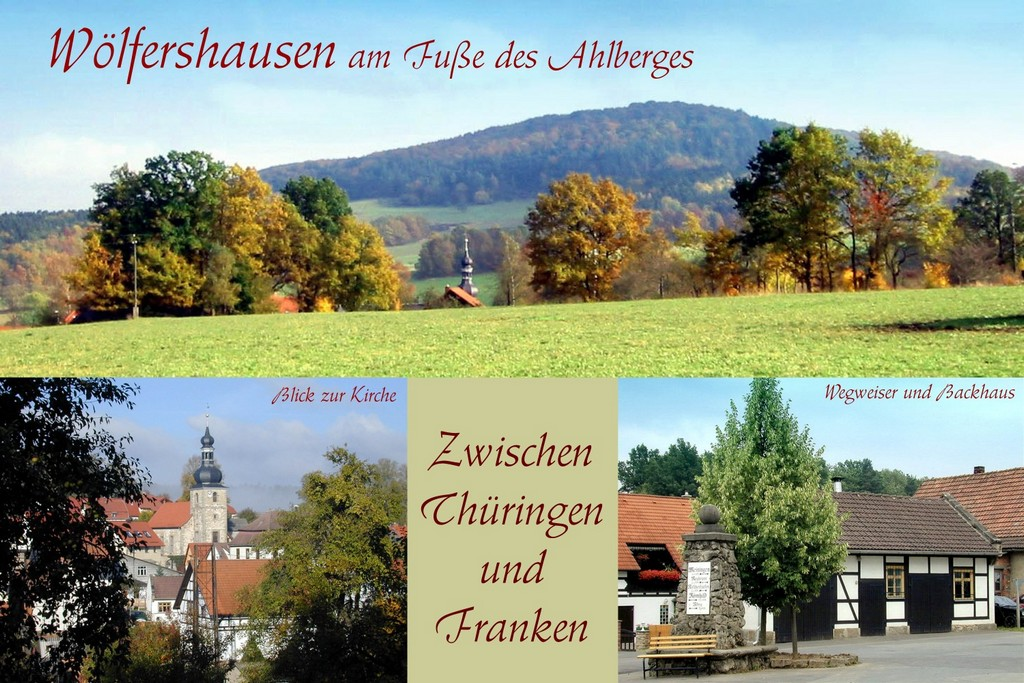
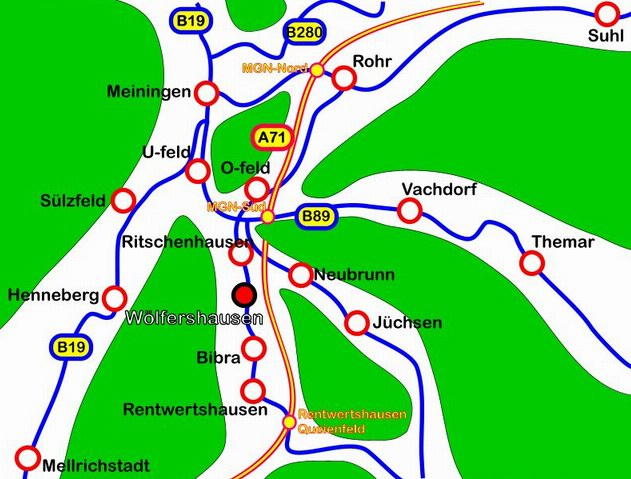